# Gyroporus cyanescens
Gyroporus cyanescens es una especie de hongo de la familia Gyroporaceae. Fue descrito por primera vez como una especie del género Boletus  (Boletus cyanescens) por el micólogo francés Jean Baptiste Francois Pierre Bulliard, se le asignó su nombre actual en 1886 por Lucien Quelet.

## Descripción
La forma del sombrero (píleo) es cónica, con la madurez toma la forma convexa a plana, puede alcanzar los 12 centímetros de diámetro, es de color amarillento pálido, el aspecto es seco y escamoso, toma una coloración azulada al hacer contacto con los dedos o mediante un corte, el estipe es de un grosor de hasta 5 centímetros y su largo puede alcanzar los 10 centímetros, de color amarillento, igual que el píleo.
Su hábitat son los bosques de madera dura (conífera y roble), prefiere los suelos arenosos.
Es una seta muy común en el este de América del Norte y en algunos países de Europa.
Sus esporas son de color ocre claras.

### Comestibilidad
Es una seta comestible, su color azulado se pierde al cocinarlos.